# Çiğdem Aslan

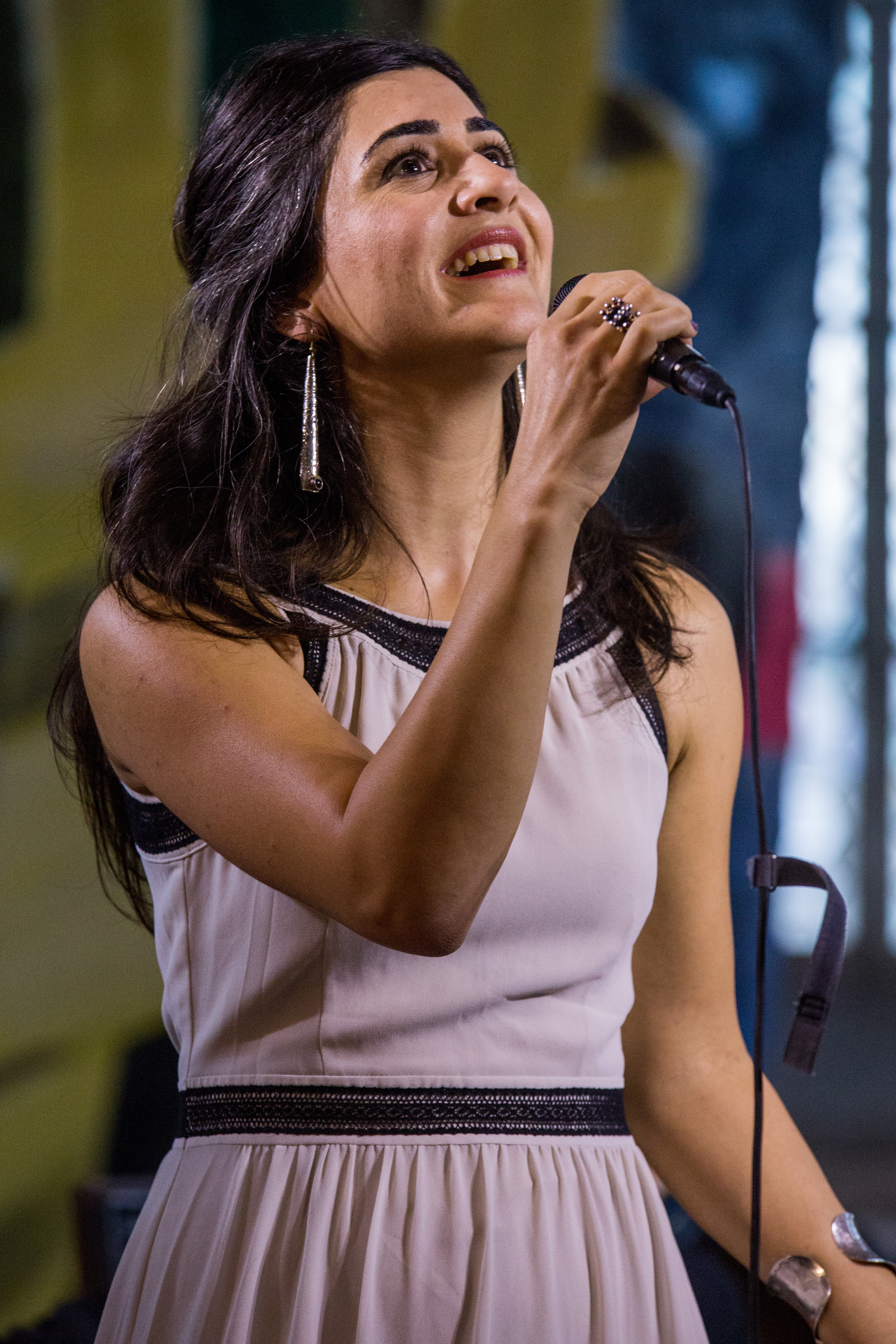
Çiğdem Aslan, 2014

Çiğdem Aslan (geboren 1980 in Istanbul) ist eine Musikerin mit alevitisch-kurdischen Wurzeln. Ihre gesangliche Ausrichtung ist die Volksmusik Kleinasiens, Griechenlands, des Balkans, der osteuropäischen Roma und des Klezmers in verschiedenen Sprachen. Sie gilt als Vertreterin einer neuen Richtung des Rembetikos.

## Leben und künstlerischer Werdegang
Çiğdem Aslan stammt aus einer musikalischen Familie mit kurdisch-alevitischem Hintergrund. Sie studierte an der Universität Istanbul englische Literatur und ging 2003 nach London. Dort studierte sie am Goldsmiths College der University of London Musik. Beeinflusst von ethnischer türkischer und sephardischer Musik, schloss sie sich in London der Dunav Balkan Group an, einer Musikgruppe, die ihren musikalischen Horizont erweiterte. Ab 2008 musizierte sie mit der Klezmer-Band She’Koyokh. Daneben arbeitet sie auch mit dem Songschreiber Tahir Palalı zusammen, dessen anatolische Volkslieder sie immer wieder aufführt. Für ihr 2013 beim Berliner Independent-Label Asphalt Tango Records veröffentlichtes Debüt-Album Mortissa erhielt sie 2014 den Preis der deutschen Schallplattenkritik. Das Album enthält die Musik eines neu interpretierten Rembetikos der 1930er Jahre und Lieder der aus Smyrna und Anatolien geflüchteten Griechen. Anfang 2016 trat sie in einem Flüchtlingslager in Calais auf, wo sie Lieder aus der Heimat der Flüchtlinge sang, die teilweise auch auf ihrem neuen Album A Thousand Cranes enthalten sind. Sie schreibt dazu: „Das Konzept des Albums dreht sich um Migration. Und während die Flüchtlingskrise weitergeht, rund um die Welt, ist es, glaube ich, sehr wichtig, die traditionelle Musik zu haben. Denn traditionelle Musik ist für mich wie das Zuhause.“

## Veröffentlichungen
Çiğdem Aslan tritt an bekannten internationalen Orten auf und veröffentlicht seit 2012 Musikalben:
- 2011: She'koyokh – Buskers Ballroom
- 2012: Various Artists – London’s Calling 2012
- 2013: Mortissa
- 2014: She'koyokh – Wild Goats & Unmarried Women
- 2015: Tahir Palalı – O – 2015
- 2016: A Thousand Cranes

## Rezension (Auswahl)
Çiğdem Aslans Musik wird in den Medien durchweg positiv aufgenommen. Neben Beiträgen in der Fachpresse erschienen auch Artikel in Tageszeitungen. Sowohl der britische Guardian als auch die Gratiszeitung Evening Standard widmeten ihr ausführliche Artikel. Ein Interview mit ihr brachte die französische Tageszeitung Libération im Februar 2014. Das Wiener Kulturmagazin European Cultural News bezeichnet sie zwar als „ein feuriges Schneewittchen aus der Türkei“, wird aber im Verlauf des Textes deutlich sachlicher. Das Internetportal der Deutschen Welle, Qantara.de, berichtete über Çiğdem Aslans erste Europatournee, die in Berlin begann, und beschreibt ihre Musik als „die Lieder der Ausgestoßenen“ und den Rembetiko als „ägäischen Blues“.